# Wilkiea loxocarya
Wilkiea loxocarya là một loài thực vật có hoa trong họ Monimiaceae. Loài này được (Benth.) Perkins miêu tả khoa học đầu tiên năm 1911.